# 琴格阿恩努尔
琴格阿恩努尔（Chengannur），是印度喀拉拉邦Alappuzha县的一个城镇。总人口25391（2001年）。

## 人口
该地2001年总人口25391人，其中男性12087人，女性13304人；0—6岁人口2330人，其中男1203人，女1127人；识字率88.25%，其中男性为88.48%，女性为88.03%。